# Demora (náutica)

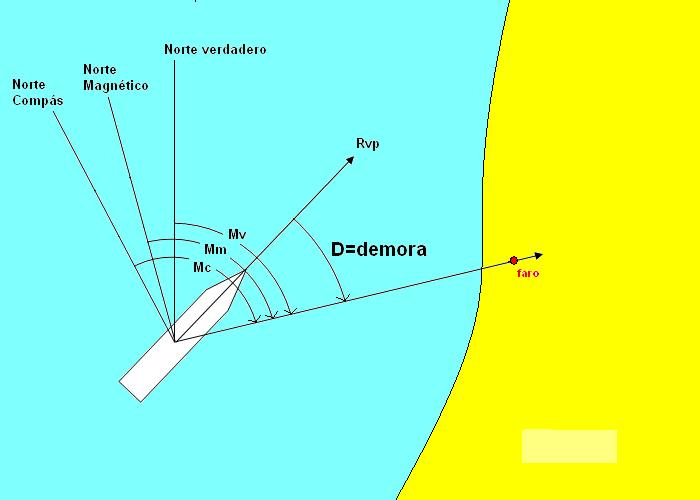
Demora "relativa" a un faro (definición argentina).

En náutica, se denomina demora (d) de un objeto al ángulo horizontal (azimutal) formado entre el norte verdadero y la visual a dicho objeto desde un observador situado sobre la cubierta de la nave.
Definición en Argentina
En Argentina, se denomina demora (D) de un objeto al ángulo horizontal formado entre la línea de crujía y la visual a dicho objeto. Este ángulo se denomina fuera de Argentina "marcación". [ver gráfico]

## Denominación
El concepto de demora se nombra en castellano con este término y alternativamente con el de marcación.
La confusión entre demora y marcación parece estar ligada a concepciones nacionales. En Argentina y solamente allí se invierten las definiciones de marcación y demora. Un autor lo explica: En la Argentina una demora es un ángulo horizontal generado a partir de la línea de crujía (el eje de simetría longitudinal) desde la proa hacia una visual a otro barco, edificio, faro, o lo que sea, incluso una ballena; la línea de crujía es recta, y la visual también, entonces el ángulo puede medir desde cero (directamente por delante del barco) hasta 180º (justo a la popa del mismo), tanto sea por estribor como por babor.

Una convención internacional que vemos reflejada tanto en la brújula como en el talco o transportador para trabajar sobre la carta, dice que los ángulos generados en el sentido de las agujas del reloj son positivos, y si lo opuesto, negativos. La misma regla se aplica a las demoras, siendo entonces positivas (+) si se dan por estribor y negativas (-) por babor.

Para cualquier otro país que no sea Argentina, a la demora se la denomina marcación, y viceversa. Una demora, en otro país que no sea Argentina, es el ángulo entre el norte y la visual al punto en cuestión, y va desde 0º hasta 360º, y es independiente de la crujía, o sea del rumbo que lleva el barco. Por lo tanto el rumbo es el ángulo que parte del norte, en el sentido horario, hasta la crujía por la proa.

## Medida
Se mide (náutica argentina):
de 0° a 180° hacia Estribor (Er) en sentido horario y tiene entonces signo + positivo.
de 0° a 180° hacia Babor (Br) en sentido antihorario y tiene entonces signo - negativo.
Amura de estribor, es el cuadrante horizontal con demora de 0° a 90°.
Amura de babor, es el cuadrante horizontal con demora de 0° a -90°.
Aleta de estribor, es el cuadrante horizontal con demora entre 90° y 180°.
Aleta de babor, es el cuadrante horizontal con demora entre -90° y -180°.
Través de estribor, es la dirección con demora de 90°.
Través de babor, es la dirección con demora de -90° 
La demora se mide con un instrumento llamado taxímetro.

## Otras definiciones
Otra expresión más extendida, define la Demora como el ángulo horizontal medido desde el Norte hasta la visual de un objeto/faro. Según el Norte utilizado, podremos hablar de Demora verdadera, Demora magnética o Demora de aguja.